# Ronnel Hualda
Ronnel Hualda, né le 26 juillet 1982, est un coureur cycliste philippin.

## Biographie
Lors de la Melaka Governor Cup 2013, il est contrôlé positif à la norandrostenedione. L'UCI le suspend pour une durée de deux ans,. Il perd également le bénéfice de sa victoire d'étape sur le Tour de Singkarak.
De retour à la compétition, il termine meilleur grimpeur du Tour des Philippines en 2016.

## Palmarès et résultats

### Palmarès par année
- 2011
  - Ride for Cory
- 2013
  - 11e étape de la Ronda Pilipinas
  - 6e étape du Tour de Singkarak
- 2018
  - Brunei Classic

### Classements mondiaux
| Année         | 2013 |
| ------------- | ---- |
| UCI Asia Tour | 129e |